# Vena cephalica
Die Vena cephalica (deutsch „Kopfader“, früher Hauptader und auch Oberader), kurz auch Cephalica genannt, ist ein großes oberflächliches venöses Blutgefäß an der Außenseite des Oberarms.

## Geschichte
Der Begriff cephalica bezieht sich auf Cephalon, griechisch für Kopf. Es handelt sich hier jedoch um eine Fehlübertragung des arabischen Begriffes al-kífal, deutsch „außen“, bei der Übersetzung von Avicennas Kanon der Medizin.

## Verlauf

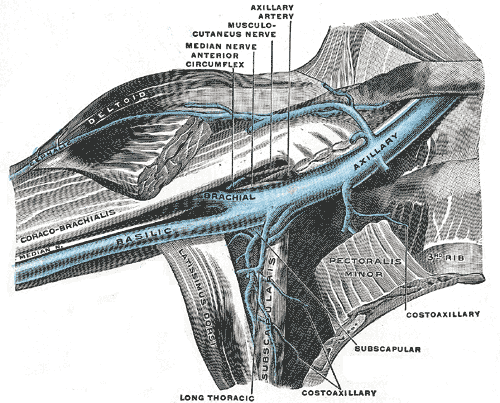
Vorderansicht der rechten Schulter. Einmündung der V. cephalica in die V. axillaris

Das Gefäß beginnt an der Dorsalseite (Handrücken) des Daumens und zieht an der radialen Unterarmseite entlang (V. cephalica antebrachii) zur Außenseite der Ellenbeuge. Sie verläuft dann in der äußeren Bizepsfurche (also an der Außenseite des Oberarmes zwischen den im Ellenbogengelenk beugenden und streckenden Muskeln) zum Körper hin. Daher leitet sich auch der Name her (arabisch: al kifal – außen) cephalica hat also nichts mit dem griechischen Kopf zu tun. Siehe auch Vena basilica.
Sie zieht im Sulcus deltoideopectoralis (am unteren Rand des Delta-Muskels) in eine Vertiefung zwischen Schlüsselbein, Delta-Muskel und großem Brustmuskel (Mohrenheim-Grube). Dort biegt sie fast rechtwinklig ab, tritt durch die Faszie in die Tiefe und mündet in die Vena axillaris (Achselvene), welche in die Vena subclavia (Schlüsselbeinvene) übergeht. Bei schlanken Menschen ist die Vene im Verlauf meist sehr gut zu erkennen.

## Bedeutung
Da das Gefäß recht groß ist, eignet es sich zur Blutentnahme ebenso wie zum Einbringen eines peripheren Venenkatheters. Schließlich kann es zur Anlage eines Shunts genutzt werden.
Zur Anlage eines zentralen Venenkatheters ist sie nur bedingt geeignet, da sie aufgrund des scharfen Abbiegens kurz vor der Mündung das Vorschieben des Katheters bei der Anlage deutlich erschwert.
Um das Hervortreten der Venen sowohl vor der Punktion des Gefäßes als auch z. B. im Bodybuilding zu verstärken, werden die Armmuskeln angespannt. Dadurch werden die tiefer liegenden Venen komprimiert und es fließt mehr Blut durch die oberflächlichen Venen. Ferner kann ein Band zum Stauen der Vene angelegt werden.